# 種から植えるTV
『種から植えるTV』（たねからうえるテレビ）は、2022年4月3日からテレビ東京で放送されているバラエティ番組。

## 概要
農業の素人であるアンジャッシュ・児嶋一哉が、日本各地の農家の作業を手伝い、普段私たちが食べている野菜や果物がどのように植えられ、育てられているのか、その1から10までを学んでいくファームバラエティ番組。最終的には手伝った農家から作物の種をもらい、番組専用の畑「こじファーム」（千葉県香取市「農園リゾート THE FARM」内）で本気の野菜作りにも挑戦する。
実際の農家さんまでゲスト「タネウエ仲間」とともに出向き、農作業を手伝って野菜などの種や苗を分けてもらうことを基本としている。その際には、使用した農具や農業機械を紹介するほか、訪問した農家さんが収穫した野菜などを使って料理してくれた「農家メシ」をいただきながらレシピも紹介している。
分けてもらった種や苗は「こじファーム」で育てており、その様子は「こじファーム日記」として伝えている。「こじファーム」で収穫した野菜などは、「虎の門市場」やファームがある「農園リゾート THE FARM」の直売所で販売している。
オープニングで撮影場所へ向かう際などに児島が運転する軽ワゴンは「タネウエカー」と呼ばれ、赤地に番組ロゴを側面にあしらったデザインになっている。京都を訪れた際（2024年1月21日・28日放送回）は白色の軽トラを使用し、「タネウエカー2号」と紹介した。
カゴメの一社提供番組。
番組終了後にはネットもテレ東、TVerでは最新回が、Paravi、Amazonプライムビデオでは過去の放送回も含め、全回が配信されている。

## 企画
番組のMCには、料理にどんな食材が使われているかがわからないなど食に疎い児嶋をあえて起用している。児嶋自身が「食に関する番組なので誰かと間違えてオファーしてないか？と思いました」とコメントしたのに対し、番組企画・プロデュースの畑中翔太（dea/BABEL LABEL）は、「児嶋さんにはたくさん汗をかいて、たくさんひいひい言ってもらいます」と述べている。
番組テーマ曲には、真心ブラザーズが「白い紙飛行機」を書き下ろしている。曲作りにあたって桜井秀俊は、「（番組のイメージから）どこかへ行きたくなるワクワクと、ここと決めて腰を据えたくなる、全然違うのに同時に起こる心の動きを歌にできないものかとギターとペンを持ちました」と述べている。

### こじ米プロジェクト
放送2年目へ入るにあたり、こじファームで7アールの田んぼを起こして始動。収穫したものの一部は『虎ノ門市場』で販売した。
2023年度はおよそ380kgほどの米作りを目指し、150kgほどを収穫した。
2024年度はおよそ1200kgほどの米作りを目指し、120kgほどを収穫した。

### こじそばプロジェクト
2024年5月12日放送回に、プロジェクト始動の発表を兼ねて種まきとそば打ちをそば農家で体験した。
1. 事前学習（2024年5月12日放送回）
2. 種植え（2024年6月30日放送回）
種植え（2024年10月13日放送回）[注 2]

## 出演者
農業素人
児嶋一哉（アンジャッシュ）
タネウエファミリー（農園リゾート THE FARM こじファーム管理チーム）
管理人 - 荒井陽太
児嶋に畑づくりのアドバイスなどを行う。
親方 - 高橋正夫
荒井さんの先輩で、第50回の補修作業などを指導。
料理人 - 松田恵祐
こじファームでの料理担当。
スタッフ - 村田頼子、中野亜蘭
こじファームの作付け数拡大に伴い第78回より参加。
ヤギ - たっちゃん、めいちゃん
循環型農業で草刈りを担当する。第104回より参加。
タネウエ仲間
ゲストのこと。
ナレーション
戸島ほのか - 第140回から。
あさのそら - 第140回まで。
花岡ももか - 第81回（あさのの代役）

## テーマソング
- 真心ブラザーズ　「白い紙飛行機」[9][10]

## スタッフ
- ナレーション：戸島ほのか
- 構成：清水綾一、竹越陵
- カメラ：佐川将仁、永島良一、大錦玄記、野嵜潤一、増田音弥、市川大祐、福原正貴、花岡隆太、飯田一志、真田光、工藤滉生、有吉優介【週替り】
- VE：山口聡、佐々木信哉、松原圭、依田理、今野健、岡本隆朗、齋藤優輝【週替り】
- 技術協力：千代田ビデオ、E-Force studio、r-bit studio、Benzie
- ドローン撮影：志賀崇伸、広瀬和久、森田哲夫【週替り】
- 衣装制作：山下敏秀
- 撮影協力：THE FARM
- 車両：STAR LINE EXPRESS
- 編集：仮野潔、中祐也、篠崎孝徳、松本哲也、山内志能、中田健士【週替り】
- MA：降籏直人、長瀬貴広、熊井明子、三島史也【週替り】
- 音効：浅井孟義
- イラスト：Aki Ishibashi
- アートディレクター：永塚剛士
- デスク：鈴木あゆみ
- AD：石田康智、野口幸人【週替り】
- AD/ディレクター：佐藤蒼士【週替り】
- ディレクター：永井雄一、黒原竜二、大貫翔平【週替り】
- 演出・プロデューサー：堀景輔（2024年8月-、以前は演出）
- プロデューサー：髙野秀彦（2024年4月21日-）、杠政寛（2025年4月-）、武井陽介、山岡恭典（山岡→一時離脱→復帰）
- 企画・プロデュース：畑中翔太[11]
- チーフプロデューサー：工藤里紗（以前はプロデューサー）[5]
- 製作協力：エヂカラ
- 制作著作：テレビ東京

### 過去のスタッフ
- ナレーション：あさのそら、花岡ももか
- カメラ：中澤宏、越郁弥
- VE：戸ノ崎沙綾
- AP︰板橋綺乃、野中優
- AD：鎌中優衣、池田友香、村上つき恵、柴田悠、村山蒼太
- ディレクター：狩野紀明、佐藤啓、益子さおり、成澤将来、米田浩平、新垣博章、越智優、河野拓馬、福島雄基
- プロデューサー︰岩尾庄一郎、佐藤英、薮内智子
- エグゼクティブプロデューサー：伊藤隆行
- AD：上原友里子
- 制作協力︰Ride

## 番組企画

### こじファーム野菜セット販売
｢こじファーム｣で育てた野菜セットを『虎ノ門市場』にて販売。
1. 2022年11月6日の放送後、限定30セット（1000円：サツマイモ、里芋、ネギ、ミニ大根+農家メシレシピ、オリジナルステッカー）を販売した[12]ところ、開始5分で完売した[13]。収穫及び出荷の様子は2022年12月11日、18日の2回に渡って放送。
2. 2023年7月30日の放送中に限定30セット（1000円：縞むらさきなす、とろ～り旨なす、空心菜、バジル、インゲン、白トウモロコシ、ピーマン、ゴーヤ[注 3]+農家メシレシピ、オリジナルステッカー）を販売[14]したところ、開始5分で完売した[注 4]。収穫及び出荷の様子は2023年8月27日、9月3日の2回に渡って放送。売上金の一部（800円×販売30セット＝24,000円）は、2023年8月31日付けで「子ども宅食プロジェクト」に寄付された。

### こじ米セット販売
｢こじファーム｣で収穫したお米を『虎ノ門市場』にて販売。
1. 2023年10月8日の放送中に限定30セット（500円：コシヒカリ2等級1kg+炊飯レシピ、オリジナルステッカー）を販売[15]した。同日に収穫の様子を、11月5日には検査から出荷までの様子を放送。

## イベント企画

### こじファームでの収穫体験
こじファームの場所を提供しているザファーム農園が通年で開催している「THE FARM 収穫体験」（有料）の中で実施。

### 種から植える祭り
- 会場：ザファーム農園
- 内容

こじファームや出演農家の野菜・番組オリジナルグッズ・農機具メーカーとのコラボグッズの販売、種植え・収穫イベント、農家メシの屋台、クイズDo You 農?大会など。
- 開催日

1. 2024年7月20日
2. 2025年4月19日

## 放送リスト
- Paravi、Amazon Prime Videoで全話配信。
- 放送終了後、ネットもテレ東、TVerにて1週間限定で見逃し配信が行われている。

### 日曜 11:55 - 12:25 時代

#### 2022年
| 第1回 - 第39回 | 第1回 - 第39回 | 第1回 - 第39回                                                        | 第1回 - 第39回            | 第1回 - 第39回                                 | 第1回 - 第39回                                                                       | 第1回 - 第39回                                                   | 第1回 - 第39回 | 第1回 - 第39回                                                                                                  | 第1回 - 第39回                                          |
| 回             | 放送日         | サブタイトル                                                          | タネウエ仲間              | 撮影地                                         | 農家飯                                                                               | 入手種苗                                                         | 使用農機具 | こじファーム日記                                                                                                | 備考                                                    |
| -------------- | -------------- | --------------------------------------------------------------------- | ------------------------- | ---------------------------------------------- | ------------------------------------------------------------------------------------ | ---------------------------------------------------------------- | --- | --- | ------------------------------------------------------- |
| 1              | 4月3日         | アンジャッシュ児嶋 ニンジン農家さんで3000本収穫                       | 西野未姫                  | 千葉県成田市キャロットfarm 瀧島                | ニンジンしりしりおにぎり                                                             | ニンジン種                                                       | 耕うん機NB21GS（クボタ） | - |                                                         |
| 2              | 4月10日        | ネギ農家さんでネギ1000本発送準備のガチお手伝い                        | 西野未姫                  | 千葉県旭市小島農園                             | ネギ味噌おにぎり                                                                     | ネギ種                                                           | ねぎ収穫機ソフィHG100MA（小橋工業） 長ネギ用半自動根葉切り皮剥き機ベストロボ（マツモト） | - |                                                         |
| 3              | 4月17日        | アンジャッシュ児嶋 冷凍ホウレン草150袋分収穫                          | 山之内すず                | 千葉県香取市さいとう農園                       | ホウレン草鍋 ホウレン草のおひたし                                                    | ホウレンソウ種 キャベツ種 レタス種                               | 耕うん機SL28C（クボタ） | - |                                                         |
| 4              | 4月24日        | アンジャッシュ児嶋 番組オリジナルファームで土作り                     | 山之内すず エイトブリッジ | こじファーム                                   | キャベツ小松菜丼 野菜たっぷりの味噌汁                                                | -                                                                | 耕うん機レスパ RTS25（井関農機） ステンレス燻炭器E-460S（ホンマ製作所） | 土作り |                                                         |
| 5              | 5月1日         | 番組専用の畑「こじファーム」に初種植え!                               | 高橋ユウ エイトブリッジ   | こじファーム                                   | グランピング]で出来る旬の野菜ピザ                                                    | -                                                                | 耕うん機レスパ RTS25（井関農機） 鎮圧ローラ30ASY30角-128穴用（ヤンマー） 育苗用播種器ポットル（住化農業資材） | ニンジン、ネギ、ホウレンソウの種植え                                                                            |                                                         |
| 6              | 5月8日         | 2時間でキュウリ300本を出荷せよ                                        | 高橋ユウ                  | 千葉県旭市五木田農園                           | キュウリとサラダチキンのサンドウィッチ キュウリの浅漬け                              | キュウリ種                                                       | バッグシーラー エース2 KB-911S（共和） | ニンジン、ネギ、ホウレンソウの種植え                                                                            |                                                         |
| 7              | 5月15日        | アンジャッシュ児嶋 トマト1000個販売準備                               | 王林                      | 東京都練馬区加藤農園                           | トマトキーマカレー赤・黄色のミニトマトと目玉焼き添え                                 | フルティカトマト苗                                               | 収穫台車EHC-671L（矢崎化工） 誘引資材くきたっちアルファ（シーム） | キャベツの種植え                                                                                                |                                                         |
| 8              | 5月22日        | アンジャッシュ児嶋 トウモロコシ1000本定植                             | 王林                      | 東京都三鷹市岡田農園                           | お弁当（トウモロコシご飯、アスパラの肉巻き、タケノコの煮物） コーンスープ            | トウモロコシ種                                                   | 肥料散布機さんすけ（向井工業） | レタスの定植 |                                                         |
| 9              | 5月29日        | ズッキーニ農家さんで10軒分の収穫&出荷準備せよ!                        | 吉住                      | 神奈川県横須賀市あゆちゃん農園（永野ファーム） | ズッキーニの肉詰め弁当                                                               | ズッキーニ苗 こどもピーマン苗                                    | バッグシーラー エース2 KB-911S（共和） | トウモロコシの定植                                                                                              |                                                         |
| 10             | 6月5日         | 驚きの一個6000円!?高級スイカの苗を50本定植せよ!                       | 吉住                      | 神奈川県三浦市やまわか農園                     | ランチプレート（新玉ねぎのフライとマリネ、金目鯛の煮付け）                           | 甘激大玉すいか苗 甘激枝豆苗                                      | ハッスル平畝ロータリマルチFRML150（藤木農機） トンネル支柱フシトン（タキロンシーアイ） | ニンジンの間引き ネギ苗の葉切り                                                                                 |                                                         |
| 11             | 6月12日        | アンジャッシュ児嶋 小梅160kg収穫と出荷準備                            | 西野未姫                  | 埼玉県越生町山口農園                           | 梅干しうどん 梅醤油ソースのチキン丼                                                  | （べに梅の梅干し）                                               | 歩行型クローラー運搬車ピンクレディBP412（筑水キャニコム） バッグシーラー エース2 KB-911S（共和） | ピーマンの定植                                                                                                  |                                                         |
| 12             | 6月19日        | アンジャッシュ児嶋 サトイモ500個定植                                  | 西野未姫                  | 埼玉県川越市大木農園                           | お弁当（サトイモコロッケ、サトイモの唐揚げ、タケノコの炊き込みご飯）                 | サトイモ種芋                                                     | ミニ耕うん機ニュー牛若MCF、ニュー高千穂DMC703（マメトラ農機） アルミ製ライン引き 線引くんLH-3600（ハラックス） | キャベツの定植                                                                                                  |                                                         |
| 13             | 6月26日        | 初収穫!こじファームでホウレン草収穫とニンジンの間引き!                | 山之内すず                | こじファーム                                   | ホウレン草のキッシュ オレンジドレッシングのサラダ                                    | -                                                                | - | ホウレンソウの収穫 ニンジンの間引き                                                                             |                                                         |
| 14             | 7月3日         | アンジャッシュ児嶋 タマネギ500個収穫とサツマイモ500本定植             | 藤井夏恋                  | 千葉県印西市柴海農園                           | タマネギステーキ弁当                                                                 | べにはるか苗                                                     | 耕うん機GO34H（三菱マヒンドラ農機） | 枝豆の定植 |                                                         |
| 15             | 7月10日        | 新兵器登場!こじファームでネギとトマトの定植!                          | 山之内すず                | こじファーム                                   | 梅肉ソースの夏野菜そうめん                                                           | -                                                                | ミニ耕うん機SK50（ヤンマー） ハンドプランターなかよしくんHPS-3（みのる産業） ぽんぽんカッター（松尾刃物製作所） 楽らくテープナーHT-R45C（マックス） | ネギ苗、トマトの定植                                                                                            |                                                         |
| 16             | 7月17日        | アンジャッシュ児嶋 ジャガイモ10カゴ収穫                               | 藤井夏恋                  | 千葉県富里市津田農園（アグリシアJAPAN）        | イモチーズ ジャガイモの唐揚げ                                                        | キタアカリ種芋                                                   | つる切機SHK801（佐藤製作所） 収穫機ポテカルゴ（松山） | スイカの定植 |                                                         |
| 17             | 7月24日        | 番組初!農具専門店でMY農具を爆買い!?                                   | 王林                      | 農家の店しんしん佐原店                         | 紫キャベツのおにぎり                                                                 | -                                                                | 農機具購入（啓文社製作所 ノンキーKN-50、石山 かる助、富士商 菜菜畑穴掘りグローブ、井出式墨流 木柄L型収穫包丁、アトムワークス グリーンサンパーV型、ヤマト農磁 両刃波刃草削りアルミ柄、ホリアキ ラップインバッグシーラーWBS-S/Sとバッグシーリングテープ） | キュウリ種の種植え                                                                                              |                                                         |
| 18             | 7月31日        | こじファームでサニーレタス収穫&ネギの追肥土寄せ!買った農具をフル活用! | 王林                      | こじファーム                                   | サニーレタスの肉巻き                                                                 | -                                                                | 木柄L型収穫包丁（井出式墨流） かるイスかる助グリーン（石山） 作業イス ノンキーKN-50（啓文社製作所） 肥料散布機グリーンサンパーV型（ヤマト農磁） | サニーレタスの収穫・後耕うん ネギの追肥・土寄せ                                                                 |                                                         |
| 19             | 8月7日         | 千葉県旭市の農家さんでナスの収穫&袋詰め!夏にぴったり絶品ナス料理も!   | 王林                      | 千葉県旭市伊藤農園                             | ナスチリ丼 翡翠ナス                                                                  | ナス苗                                                           | 芽切鋏（飛庄・飛塚製鋏所） ラップインバッグシーラーWBS-S/S（ホリアキ） | ズッキーニの定植                                                                                                |                                                         |
| 20             | 8月14日        | アンジャッシュ児嶋 ナシの木1本分の摘果                                | 西村知美                  | 埼玉県加須市門井果樹園                         | 冷や汁そうめん ナシを使ったスムージー                                                | （ナシジャム）                                                   | 草刈機乗用モアRM980F（やまびこ） 草刈機クワガタモアーKU350（オーレック） | トマトの脇芽とり                                                                                                |                                                         |
| 21             | 8月21日        | アンジャッシュ児嶋 トウガラシ250本収穫と出荷準備                      | 西村知美                  | 埼玉県さいたま市合同会社十色                   | サルサソースのトルティーヤロール                                                     | スコッチボネット・ジャマイカンイエロー種                         | ラップインバッグシーラーWBS-S/S（ホリアキ） | キュウリの定植                                                                                                  |                                                         |
| 22             | 8月28日        | こじファーム夏の大収穫祭・前編 YouTuberよよよちゃんが絶品料理披露!    | よよよちゃん              | こじファーム                                   | ニンジンとレタスのサーモン巻き トウモロコシの冷製スープ                              | -                                                                | 収穫機ポテカルゴ（松山） | ニンジン、トウモロコシ、スイカの収穫                                                                            |                                                         |
| 23             | 9月4日         | こじファーム夏の大収穫祭・後編 YouTuberよよよちゃんが絶品料理披露!    | よよよちゃん              | こじファーム                                   | ピーマン焼売 キャベツと枝豆の中華風ペペロンチーノ                                    | -                                                                | 木柄L型収穫包丁（井出式墨流） | キャベツ、こどもピーマンの収穫                                                                                  |                                                         |
| 24             | 9月11日        | アンジャッシュ児嶋 夏の大収穫祭第2弾                                  | 山口もえ                  | こじファーム                                   | トマトとタコのカッペリーニ トマトのサルサソース                                      | -                                                                | 肥料散布機グリーンサンパーV型（ヤマト農磁） | キュウリ、トマトの収穫 収穫した野菜を箱詰めして種をくれた農家さんにこじファーム特製「農カード」も同封しての送付 |                                                         |
| 25             | 9月18日        | アンジャッシュ児嶋 サンチュ500枚収穫と種植え                          | 山口もえ                  | 千葉県旭市あおぞら農園                         | チョレギ風そうめん サンチュのトロシャリ冷製スープ                                    | サンチュ種                                                       | 育苗用播種器ポットル（住化農業資材） | キャベツ収穫後の後耕うん                                                                                        |                                                         |
| 26             | 9月25日        | こじファーム夏の大収穫祭・こんなこともヤッタネSP                      | よよよちゃん              | こじファーム                                   | 大葉とバジルのジェノベーゼパスタ                                                     | -                                                                | 楽らくテープナーHT-R45C（マックス） | ズッキーニの収穫 ナスの定植                                                                                     | テレビ東京「食べ東 世界を幸せ口にする」キャンペーン紹介 |
| 27             | 10月2日        | アンジャッシュ児嶋 ミニダイコン1万本分の種植え                        | 西野未姫                  | 千葉県香取市芝山農園                           | とろとろホクホクダイコンステーキ シャキシャキ生春巻き                                | ミニダイコン種 紅くるり種 聖護院大根種 ビタミン大根種 紅芯大根種 | 肥料散布機A-25Z（ヤマト農磁） 耕うん機マッセイファーガソン6460 Dyna-6 CCLS（エム・エス・ケー農業機械） クリーンシーダAP-2（アグリテクノサーチ） | ミニダイコン苗、紅くるり苗、聖護院大根苗、ビタミン大根苗、紅芯大根の定植                                        |                                                         |
| 28             | 10月9日        | アンジャッシュ児嶋 ナスの収穫とサンチュの種植え                       | 西野未姫                  | こじファーム                                   | ナスのガーリック醤油焼き ナスとトマトのバジルマリネ                                  | -                                                                | 鎮圧ローラ30ASY30角-128穴用（ヤンマー） 種まきスプーン楽たねクン（楽農楽舎） | ナスの収穫 サンチュの定植                                                                                       |                                                         |
| 29             | 10月16日       | 埼玉県入間郡三芳町の農家さんのもとで小松菜100袋の出荷準備!            | 森日菜美                  | 埼玉県三芳町農家・阿部さん親子                 | 小松菜の焼きそばつけ麺 小松菜の餃子                                                  | 小松菜種 ビーツ種                                                | 鎌 卓上型シーラーFS-315（富士インパルス） | 唐辛子の定植 |                                                         |
| 30             | 10月23日       | 埼玉県日高市の農家さんのもとで金ゴマ300万粒の収穫                     | 森日菜美                  | 埼玉県日高市香胡園                             | 金ゴマうどん 金ゴマ衣のサクサクささみ揚げ                                            | 金ゴマ種                                                         | バインダーRZ120（井関農機） 穀物選別機クリーントーミ電動式F2（オギハラ工業） | 小松菜の定植 |                                                         |
| 31             | 10月30日       | アンジャッシュ児嶋 シイタケ100本収穫とタマネギ20000粒の種植え         | 山口もえ                  | 千葉県松戸市戸張農園                           | シイタケの肉詰め 出汁の旨味お味噌汁                                                  | シイタケ菌床 タマネギ種                                          | クリーンシーダAP-2（アグリテクノサーチ） | ビーツの定植 |                                                         |
| 32             | 11月6日        | アンジャッシュ児嶋 ブロッコリー150株定植とソラマメ土作り              | 山口もえ                  | 千葉県松戸市おばたファーム                     | ブロッコリーのおにぎり弁当                                                           | ブロッコリー種 ソラマメ種                                        | 耕うん機KL265（クボタ） | トウガラシの定植                                                                                                |                                                         |
| 33             | 11月13日       | 埼玉県川越市の農家さんのもとでカブ1000玉の収穫                        | 山之内すず                | 埼玉県川越市YoShiDaファーム                    | カブのベーコンバター炒め 洋風天ぷら                                                  | カブ種                                                           | 小型歩行クローラーPM40（ウインブルヤマグチ） 野菜結束機おびまる（マックス） | ブロッコリーの定植                                                                                              |                                                         |
| 34             | 11月20日       | 埼玉県川越市の農家さんのもとでチンゲンサイの収穫・出荷準備            | 山之内すず                | 埼玉県川越市新井農園                           | チンゲンサイのかき揚げ丼 チンゲンサイとカニカマのマヨネーズ和え サトイモのけんちん汁 | チンゲンサイ種                                                   | 野菜脱水機VD-A（高橋水機） | タマネギの定植                                                                                                  |                                                         |
| 35             | 11月27日       | アンジャッシュ児嶋 雑草取り&落花生収穫                                | 吉住                      | 神奈川県横浜市古川原農園                       | お弁当（ジャンボ落花生の炊き込みご飯のおにぎり、季節野菜と豚バラ肉のピーナッツ炒め） | スナップエンドウ種 のらぼう菜苗                                  | 除草鍬けずっ太郎（ドウカン） | サンチュの生育状況                                                                                              |                                                         |
| 36             | 12月4日        | アンジャッシュ児嶋 イチゴ狩りの準備                                   | 吉住                      | 神奈川県横浜市吉原いちご園                     | イチゴのクリームパスタ 特製イチゴドリンク                                            | (登録品種のみの栽培のため無し)                                   | AGハウスパッカー（アイアグリ） KO白黒ダブルマルチシート（みかど化工） スイーパーKM70/20C（ケルヒャー） | ソラマメの定植                                                                                                  |                                                         |
| 37             | 12月11日       | こじファーム野菜セット30セット分収穫・出荷 前半戦                     | 森日菜美                  | こじファーム                                   | サツマイモのクリームパスタ                                                           | -                                                                | つる切機SHK801（佐藤製作所） 収穫機ポテカルゴ（松山） | サツマイモ、ネギ、ミニダイコンの収穫                                                                            |                                                         |
| 38             | 12月18日       | こじファーム野菜セット30セット分収穫・出荷 後半戦                     | 森日菜美                  | こじファーム                                   | レンコンの肉詰め                                                                     | -                                                                | 刈払機MB279（丸山製作所） 収穫機ポテカルゴ（松山） | サトイモの収穫 「こじファーム野菜セット」30箱の梱包・出荷                                                       |                                                         |
| 39             | 12月25日       | アンジャッシュ児嶋 ビーツ&島ニンジン収穫                              | よよよちゃん              | 千葉県四街道市農家キレド                       | ビーツオムレツ 島ニンジンのサンドウィッチ                                            | イエロービーツ種 ビーツキオッジャ種                              | スチール製土おこし鍬（大進） | - |                                                         |

#### 2023年
| 第40回 - 第77回 | 第40回 - 第77回 | 第40回 - 第77回                                          | 第40回 - 第77回                                                                          | 第40回 - 第77回                                  | 第40回 - 第77回 | 第40回 - 第77回 | 第40回 - 第77回 | 第40回 - 第77回                                                                                                | 第40回 - 第77回                                                                         |
| 回              | 放送日          | サブタイトル                                             | タネウエ仲間                                                                             | 撮影地                                           | 農家飯 | 入手種苗 | 使用農機具 | こじファーム日記                                                                                               | 備考                                                                                    |
| --------------- | --------------- | -------------------------------------------------------- | ---------------------------------------------------------------------------------------- | ------------------------------------------------ | --- | --- | --- | --- | --------------------------------------------------------------------------------------- |
| 40              | 1月8日          | アンジャッシュ児嶋 もち米の田おこし&精米                 | よよよちゃん                                                                             | 千葉県千葉市石橋農園                             | 餅つき（あんこ、きなこ） お餅パンケーキ お餅プリン | 稲苗 | 耕うん機SIAL193、T.Japan75（井関農機） 肥料散布機ニプロブロードキャスターMP306（松山） | チンゲン菜の種植え                                                                                             |                                                                                         |
| 41              | 1月15日         | カブの種植え・イチゴの定植                               | ウド鈴木（キャイ〜ン）                                                                   | こじファーム                                     | 土鍋ご飯（つや姫） 山形名物芋煮 | - | 耕うん機レスパ RTS25（井関農機） クリーンシーダAP-2（アグリテクノサーチ） ぽんぽんカッター（松尾刃物製作所） | カブの種植え イチゴの定植                                                                                      |                                                                                         |
| 42              | 1月22日         | 春夏野菜の準備                                           | ウド鈴木（キャイ〜ン）                                                                   | こじファーム                                     | ネギとカニカマの卵あんかけうどん | - | 耕うん機ジアス NT365L、レスパ RTS25（井関農機） プラソイラ J452BEG（スガノ農機） | 天地返し・牛糞堆肥まき・耕うん・耕うん機洗車 こじファームで行った収穫体験の報告                                |                                                                                         |
| 43              | 1月29日         | アンジャッシュ児嶋 パパイヤ100個収穫                     | 本田望結                                                                                 | 千葉県市原市合同会社カネタ                       | パパイヤのしゃぶしゃぶ パパイヤキムチ | パパイヤ種 | ハサミ型チェーンソーLLP18N（ブラック・アンド・デッカー） | タマネギの定植                                                                                                 |                                                                                         |
| 44              | 2月5日          | アンジャッシュ児嶋 農機を見よう                          | 本田望結 小関友紀子（石川商会）                                                          | 農機の店 石川商会旭営業所                        | カブのクリームシチュー | - | 収穫機ポテカルゴGRA650（松山）、収穫機VHC114R（井関農機）、耕うん機T.JapanW TJW1233（井関農機）、直進アシストシステム オペレスタ（井関農機）、マルチはぎ機DR-202N（デリカ）、チッパーシュレッダーHNJ-1401SB（丸山製作所）、田植機さなえJapan PRJ8（井関農機）、散粒機 均太LS-T（みのる産業） | こじファームで行った収穫体験の報告                                                                             |                                                                                         |
| 45              | 2月12日         | 東京都練馬区で芽キャベツの収穫・品出し!                  | 小島よしお                                                                               | 東京都練馬区吉田農場                             | 芽キャベツのアヒージョ スコッチ芽キャベツ | ベビースター種 アロマレッドニンジン種 紫水菜種 | ラップインバッグシーラーWBS-S/S（ホリアキ） セルフベンダーSV-12K6TA（アルファロッカーシステム） | - |                                                                                         |
| 46              | 2月19日         | 東京都練馬区で練馬ダイコンの収穫と漬け物作り!            | 小島よしお                                                                               | 東京都練馬区西貝農園                             | 練馬スパゲティ | 練馬大根種 サニーレタス種 | 木柄L型収穫包丁（井出式墨流） ごぼう掘り棒 野菜洗機GW-33NP（高橋水機） ラップインバッグシーラーWBS-S/S（ホリアキ） | - |                                                                                         |
| 47              | 2月26日         | アンジャッシュ児嶋 メロンの交配の交配&玉拭き&収穫        | 安めぐみ                                                                                 | 千葉県富津市モリタ農園                           | メロンピザ メロンのガスパチョ | マスクメロン種 | 苗カゴ（DICプラスチック） ポケット糖度計「PAL-1」（アタゴ） | 練馬大根の種植え                                                                                               |                                                                                         |
| 48              | 3月5日          | アンジャッシュ児嶋 ゴボウ1000本収穫                      | 安めぐみ                                                                                 | 千葉県八街市留守農場                             | 鶏ゴボウつくねの磯辺焼き ゴボウポタージュ | ゴボウ種 | つる切機ハンマーナイフKH800（やまびこ） 耕うん機JOHN DEERE 1520、JOHN DEERE 6220（ヤンマー） ごぼう掘取機BCD501（川辺農研産業） 腰部サポートウェアrakunie（モリタエコノス） | アロマレッドニンジンの種植え                                                                                   |                                                                                         |
| 49              | 3月12日         | 新企画!「こじ米プロジェクト」始動!                       | 西野未姫 トンツカタン                                                                    | こじファーム                                     | 西野特製「新婚ホヤホヤ疲れぶっ飛ぶホクホク肉じゃが弁当」（肉じゃが、塩麹サラダチキン、雑穀おにぎり、豆乳スープ） | - | 耕うん機ジアス NT365L（井関農機） | こじ米プロジェクト「土作り」（枝拾い・馬糞堆肥まき・耕うん）                                                   |                                                                                         |
| 50              | 3月19日         | 新企画!「こじ米プロジェクト」後編&夏野菜の準備           | 西野未姫 トンツカタン                                                                    | こじファーム                                     | 野菜たっぷりスープカレー | - | 刈払機MB369U-DX（丸山製作所） 鎮圧ローラ30ASY30角-128穴用（ヤンマー）※紹介のみ。 ケイ酸肥料チョイスワン（クリオン） 充電式インパクトドライバTD138D（マキタ） | こじ米プロジェクト「土作り」（耕うんの仕上げ、周辺の木・雑草をカット） スイカ、ナスの種植え 破損した通路の補修 |                                                                                         |
| 51              | 3月26日         | アンジャッシュ児嶋 レンコン200個収穫&出荷準備            | 山口もえ                                                                                 | 千葉県神崎町北郷ファーム                         | シャキシャキ麻婆レンコン | 種レンコン | レンコンスーツDX（アイアグリ） レンコン包丁（豊稔企販） ラップインバッグシーラーWBS-S/S（ホリアキ） | こじ米プロジェクト「土作り」（周辺の木・雑草をカット仕上げ）                                                   |                                                                                         |
| 52              | 4月2日          | アンジャッシュ児嶋 カーボロネロ収穫&ケール定植           | 山口もえ                                                                                 | 千葉県神崎町須賀啓介さん一家                     | カーボロネロのロールキャベツ弁当 ケールのナムル風和え物 | カーボロネロ種 ケール種 | 摘果鋏ロングタイプステンレス（アルスコーポレーション） 特注・両刃芽切り鋏200mm（飛庄・飛塚製鋏所） かるイスかる助グリーン（石山） 耕うん機GB180（クボタ） 定寸マーカー ポンチローラーPR037020（ホクエツ） | ミニキュウリ・スナッキューの種植え                                                                             |                                                                                         |
| 53              | 4月9日          | 千葉県南房総市の農家さんで菜の花1000本収穫!              | 森日菜美                                                                                 | 千葉県南房総市加藤菜園                           | 菜の花の肉巻き 菜の花ポタージュ | 菜の花種 | 鎌 背負いかご | 紫水菜（紅法師）の種植え                                                                                       |                                                                                         |
| 54              | 4月16日         | 千葉県夷隅郡大多喜町の農家さんで日の出前からタケノコ収穫 | 森日菜美                                                                                 | 千葉県大多喜町君塚農園                           | タケノコ炊き込みご飯 タケノコの唐揚げ タケノコの味噌汁 | - | 鍬 スコップ | サニーレタスの定植                                                                                             |                                                                                         |
| 55              | 4月23日         | アンジャッシュ児嶋 お米の種植え                          | 黒谷友香 トンツカタン                                                                    | こじファーム                                     | 塩もみキャベツのオムレツ 小松菜とカニカマボコの海苔チーズ巻き | - | 水稲肥料 軽量コシヒカリ一発700（アイアグリ） 散粒機 均太LS-T（みのる産業） 肥料散布機グリーンサンパーV型（ヤマト農磁） 耕うん機レスパ RTS25（井関農機） 水稲育苗粒状培土NEW苗っこパワー24L（アイアグリ） みくに式種まき機（広田産業） | こじ米プロジェクト「種植え」（肥料まき・耕うん・コシヒカリ&新大正糯の種植え） ファーム内の雑草取り             |                                                                                         |
| 56              | 4月30日         | アンジャッシュ児嶋 田んぼのあぜ塗り                      | 黒谷友香 トンツカタン                                                                    | こじファーム                                     | カブのカルパッチョ ピリ辛カブご飯 | - | 耕うん機ジアス NT365L（井関農機） あぜぬり機AUZ305C（松山） | こじ米プロジェクト「あぜ塗り」 ジャガイモの種植え カブの収穫                                                   |                                                                                         |
| 57              | 5月7日          | 東京都立川市の農家さんで東京ウドを収穫                   | 哲夫（笑い飯）                                                                           | 東京都立川市須崎農園                             | 東京ウドの春巻き 東京ウドのちらし寿司 | - | 包丁 引き上げ用の滑車 | ケールとカーボロネロの種植え                                                                                   |                                                                                         |
| 58              | 5月14日         | 東京農業大学厚木キャンパスでペピーノについて学ぶ         | 哲夫（笑い飯）                                                                           | 東京農業大学厚木キャンパス（高畑健研究室）       | ペピーノパイ&スイーツ 農大カレーパン | ペピーノ苗 | 芽切り鋏 接ぎ木メス | - |                                                                                         |
| 59              | 5月21日         | こじ米プロジェクト「田植え」&パパイヤの定植              | 村上佳菜子 お抹茶（トンツカタン） 櫻田佑（トンツカタン） ゆってぃ                        | こじファーム                                     | 春ダイコンとケールのサラダ ルッコラ入りトマトスープ | - | グリーンマスター ロングラバーブーツ70（アトム株式会社） 菜菜畑穴掘りグローブ（株式会社富士商） 苗ドーム（第一ビニール株式会社） 灌水チューブ エバフローA型（三菱ケミカルアグリドーム株式会社） | こじ米プロジェクト「田植え〈1〉」（手植え） パパイヤの定植                                                     |                                                                                         |
| 60              | 5月28日         | こじ米プロジェクト「田植え」&スイカの定植                | 村上佳菜子 お抹茶（トンツカタン） 櫻田佑（トンツカタン） ゆってぃ 小関友紀子（石川商会） | こじファーム                                     | スナップエンドウの和風ペペロンチーノ | - | 肥料散布機グリーンサンパーV型（ヤマト農磁） クリーンシーダAP-2（アグリテクノサーチ） 耕うん機レスパ RTS25（井関農機） マルチャーMRT-1B（アグリテクノサーチ） ぽんぽんカッター（松尾刃物製作所） かるイスかる助グリーン（石山） 田植機さなえPR6G-LF3（井関農機） | こじ米プロジェクト「田植え〈2〉」（手植え、機械植え） スイカの定植リベンジ                                     |                                                                                         |
| 61              | 6月4日          | アンジャッシュ児嶋 夏の収穫体験準備                      | 西野未姫                                                                                 | カゴメ野菜生活ファーム富士見                     | 逆トマトバーガー | 中玉トマト（凛々子）苗 | 肥料散布機グリーンサンパーV型（ヤマト農磁） 歩行型耕うん機MK105FWK（ヤンマー） 農ポリ ツインシルバー（住化積水フィルム） 開閉式植え穴あけ器ホーラーH110P（サンエー） | パパイヤの苗ドーム被せ                                                                                         |                                                                                         |
| 62              | 6月11日         | アンジャッシュ児嶋 夏の収穫体験準備後半戦                | 西野未姫                                                                                 | カゴメ野菜生活ファーム富士見                     | 春アスパラ出汁のパスタ | えん麦種 | 葉茎菜類移植機ナウエルナナPVH100（井関農機） えん麦スワン（カネコ種苗） 肥料散布機グリーンサンパーV型（ヤマト農磁） 散粒機 均太LS-T（みのる産業） 耕うん機KL34R（クボタ） 中耕除草管理アタッチメントFNC1602F（松山） | ペピーノの定植                                                                                                 |                                                                                         |
| 63              | 6月18日         | こじ米プロジェクト「除草作業」&お抹茶はじめてのおつかい  | よよよちゃん お抹茶（トンツカタン） 櫻田佑（トンツカタン） ゆってぃ                      | こじファーム                                     | ナスとズッキーニの冷製ジャージャー稲庭うどん | - | 人力噴霧器AD-10DX（丸山製作所） 除草剤ザクサ液剤（三井化学クロップ&ライフソリューション） 歩行型耕うん機MK105FWK農家の店しんしん佐原店で農機具購入（カネコ種苗 オオムギてまいらず、AINO 防鳥具カイト鷹、サボテン 切ってつかめるキャッチ鋏、浅香工業 金象ポテトフォーク、ヒマラヤ化学工業 ポリハイ） | こじ米プロジェクト「除草作業」（除草剤散布、周囲の草刈り） スイカの管理（耕うん、マルチ麦まき）                |                                                                                         |
| 64              | 6月25日         | アンジャッシュ児嶋 アーティチョーク100個収穫             | 山之内すず                                                                               | 千葉県柏市タケイファーム                         | アーティチョークポタージュ アーティチョークサラダ | アーティチョーク種 | バラ用手袋 WEST COUNTY ROSE（東和コーポレーション） 収穫ハサミ野菜用（貝印） 耕うん機TG23（井関農機） | 中玉トマト（凛々子）の定植                                                                                     |                                                                                         |
| 65              | 7月2日          | アンジャッシュ児嶋 グラパラリーフ200株下葉とり           | 山之内すず                                                                               | 千葉県柏市アグリアシストジャパン・ベジプロモ農場 | グラパラリーフの餃子定食 グラパラリーフの塩昆布和え | グラパラリーフ苗 | 菜箸 ガーデニング用フォーク キッチンフォーク | パパイヤの成育確認                                                                                             |                                                                                         |
| 66              | 7月9日          | こじファーム初夏どり野菜収穫!農家さんたちが助っ人に!?    | よよよちゃん お抹茶（トンツカタン） 櫻田佑（トンツカタン） ゆってぃ 千葉農家軍団         | こじファーム                                     | ソラマメとグリーンピースのキーマカレー | - | 切ってつかめるキャッチ鋏（サボテン） | ジャガイモ・キュウリ・玉ねぎ・人参・レタスの収穫とTHE FARM売店での直売                                         |                                                                                         |
| 67              | 7月16日         | アンジャッシュ児嶋 カボチャさす芽かき&ダイコン土作り     | 柴田英嗣（アンタッチャブル）                                                             | 千葉県柏市鹿倉農園                               | カボチャの肉巻き カボチャのポテトサラダ風 | カボチャ（栗美人）種 | 耕うん機SL450（クボタ） 田植機ウェルスターSPU60（クボタ） クリーンシーダAPH-UD（アグリテクノサーチ） | ゴボウの種植え                                                                                                 |                                                                                         |
| 68              | 7月23日         | アンジャッシュ児嶋 甘長トウガラシ50本&エダマメ50本収穫   | 柴田英嗣（アンタッチャブル）                                                             | 千葉県流山市森田農園                             | 甘長トウガラシのまろやか麻婆 甘長トウガラシのジャコ炒め | 甘長トウガラシ種 | かるイスかる助グリーン（石山） 運搬車 下町小町シオン（筑水キャニコム） | メロンの管理（病葉取り）                                                                                       |                                                                                         |
| 69              | 7月30日         | こじ米プロジェクト溝切り&トウモロコシの管理              | 佐田真由美 お抹茶（トンツカタン） 櫻田佑（トンツカタン） ゆってぃ 森本海地（丸山製作所） | こじファーム                                     | さっぱりスタミナそうめん | - | 乗用水田溝切機MKF-A455VE-1 田面ライダーV3（丸山製作所） 撃退ハクビシン屋外用消臭シート（プラスリブ） | こじ米プロジェクト「溝切り」 トウモロコシの害獣対策用ネット張り                                                | 番組中に虎ノ門市場での「＜第2弾＞こじファーム夏野菜セット」（30セット）販売を告知した。 |
| 70              | 8月6日          | ブドウ園準備のお手伝い!                                  | 佐田真由美 お抹茶（トンツカタン） 櫻田佑（トンツカタン） ゆってぃ                        | 千葉県香取市藤﨑ぶどう園（ザファームぶどう園）   | ヤングコーンとオクラのアジアン炒め ケールの味噌汁 | - | ぶどう用果実袋ニューエントリーソフト（福友産業） | バジルの定植                                                                                                   |                                                                                         |
| 71              | 8月13日         | アンジャッシュ児嶋 オクラ300本&ササゲ300本収穫・出荷     | 山口もえ                                                                                 | 茨城県五霞町藤沼知明・翠さん夫婦                 | ササゲの中国風ピリ辛炒め オクラとワカメの生姜醤油和え | オクラ種 ササゲ種 | 純綿ロング腕カバー（鈴木産業） 自作・肥料袋から切り取ったササゲ専用包装材 | 猛暑で枯れたゴボウの報告                                                                                       |                                                                                         |
| 72              | 8月20日         | アンジャッシュ児嶋 トマト3000個 収穫&出荷                | 山口もえ                                                                                 | 茨城県八千代町アキバファーム                     | 丸ごとトマトの炊き込みご飯 トマトスムージー | キャベツ（藍天）苗 | 自作・成熟度識別カラーチャート チルトレジャーパラソル（コメリ） 作業帽涼かちゃん（槍木産業） トラック計量器TS-MLC51（大和製衡） 管理機さくらK550N-D（関東農機） | キャベツ（藍天）の定植                                                                                         |                                                                                         |
| 73              | 8月27日         | 夏野菜販売!こじファーム野菜セットを発送 前半戦           | 我妻三輪子 哲夫（笑い飯） 千葉農家軍団                                                   | こじファーム                                     | トマトスープの冷やし中華 | - | クーラーボックス | 「＜第2弾＞こじファーム野菜セット」30箱の収穫（ナス2種・空心菜・バジル・インゲン）                             |                                                                                         |
| 74              | 9月3日          | 夏野菜販売!こじファーム野菜セットを発送 後半戦           | 我妻三輪子 哲夫（笑い飯） 千葉農家軍団                                                   | こじファーム                                     | ナスのチーズ焼き 焼きトウモロコシ | - | ラップインバッグシーラーWBS-S/S（ホリアキ） | 「＜第2弾＞こじファーム野菜セット」30箱の収穫（白トウモロコシ、スイカ）・梱包・出荷                            |                                                                                         |
| 75              | 9月10日         | タネウエ名場面集                                         | 哲夫（笑い飯） 千葉農家軍団                                                              | こじファーム                                     | - 名場面集・キツい作業部門 「ニンジンの収穫」（第1回放送）、「パパイヤの伐採」（第43回放送）、「真夏の箱詰め」（第23回放送） ※農家軍団のキツい作業：「種をつかむ作業」、「真夏のハウス作業」、「野菜の廃棄処分」、「真夏の草刈り」 - プレイバック農家メシ 「冷製ジャージャーうどん」（第63回放送） - 名場面集・ハプニング部門 「レンコンの泥田」（第51回放送）、「梱包作業の遅延」（第38回放送）、「田んぼで転倒」（第69回放送）、「雨天時の農作業」（第8回放送）、「ウッドデッキ破損」（第42回放送） - 哲夫オススメ農具 「混合計量タンクAD-KT5L」（アイアグリ） | - 名場面集・キツい作業部門 「ニンジンの収穫」（第1回放送）、「パパイヤの伐採」（第43回放送）、「真夏の箱詰め」（第23回放送） ※農家軍団のキツい作業：「種をつかむ作業」、「真夏のハウス作業」、「野菜の廃棄処分」、「真夏の草刈り」 - プレイバック農家メシ 「冷製ジャージャーうどん」（第63回放送） - 名場面集・ハプニング部門 「レンコンの泥田」（第51回放送）、「梱包作業の遅延」（第38回放送）、「田んぼで転倒」（第69回放送）、「雨天時の農作業」（第8回放送）、「ウッドデッキ破損」（第42回放送） - 哲夫オススメ農具 「混合計量タンクAD-KT5L」（アイアグリ） | - 名場面集・キツい作業部門 「ニンジンの収穫」（第1回放送）、「パパイヤの伐採」（第43回放送）、「真夏の箱詰め」（第23回放送） ※農家軍団のキツい作業：「種をつかむ作業」、「真夏のハウス作業」、「野菜の廃棄処分」、「真夏の草刈り」 - プレイバック農家メシ 「冷製ジャージャーうどん」（第63回放送） - 名場面集・ハプニング部門 「レンコンの泥田」（第51回放送）、「梱包作業の遅延」（第38回放送）、「田んぼで転倒」（第69回放送）、「雨天時の農作業」（第8回放送）、「ウッドデッキ破損」（第42回放送） - 哲夫オススメ農具 「混合計量タンクAD-KT5L」（アイアグリ） | - |                                                                                         |
| 76              | 9月17日         | アンジャッシュ児嶋 こんなこともヤッタネSP                | 哲夫（笑い飯）                                                                           | こじファーム                                     | - こんなこともヤッタネSP 2023（未公開映像） 「ジャガイモの袋詰め作業中に児嶋の初舞台ネタ暴露」（第67回放送収録時） 「トウモロコシの後片付けで哲夫が本領発揮」（第74回放送収録時） 「イチゴの株分け作業中にゆってぃがぼやく」（第36回放送収録時） 「スイカの摘果作業に芸能界を重ねる」（第63回放送収録時） - KOJI'Sキッチン 「児嶋特製トマト肉じゃが」 | - こんなこともヤッタネSP 2023（未公開映像） 「ジャガイモの袋詰め作業中に児嶋の初舞台ネタ暴露」（第67回放送収録時） 「トウモロコシの後片付けで哲夫が本領発揮」（第74回放送収録時） 「イチゴの株分け作業中にゆってぃがぼやく」（第36回放送収録時） 「スイカの摘果作業に芸能界を重ねる」（第63回放送収録時） - KOJI'Sキッチン 「児嶋特製トマト肉じゃが」 | ラップインバッグシーラーWBS-S/S（ホリアキ） 自走式草刈り機ハンマーナイフモアーHR532（ISEKIアグリ） 耕うん機NT365L（井関農機） | - | 10月からの放送開始時間の変更（10時半）を告知。                                          |
| 77              | 9月24日         | アンジャッシュ児嶋 ナシ100個&イチジク50個収穫            | 小島よしお                                                                               | 東京都立川市髙橋果樹園                           | イチジクと鶏のやわらか煮 ナシのすりおろしおろしサイダー | ナシの苗 イチジクの苗 | 自作の収穫用肩掛けかご 芯切鋏310-D-K-BP（アルスコーポレーション） 特注・両刃芽切り鋏200mm（飛庄・飛塚製鋏所） | - |                                                                                         |

### 日曜 11:30 - 12:00 時代

#### 2023年
| 第78回 - 第90回 | 第78回 - 第90回 | 第78回 - 第90回                                             | 第78回 - 第90回                                                                        | 第78回 - 第90回                            | 第78回 - 第90回                                                                         | 第78回 - 第90回                                                    | 第78回 - 第90回 | 第78回 - 第90回                                                                                       | 第78回 - 第90回                                                      |
| 回              | 放送日          | サブタイトル                                                | タネウエ仲間                                                                           | 撮影地                                     | 農家飯                                                                                  | 入手種苗                                                           | 使用農機具 | こじファーム日記                                                                                      | 備考                                                                 |
| --------------- | --------------- | ----------------------------------------------------------- | -------------------------------------------------------------------------------------- | ------------------------------------------ | --------------------------------------------------------------------------------------- | ------------------------------------------------------------------ | --- | --- | -------------------------------------------------------------------- |
| 78              | 10月1日         | アンジャッシュ児嶋 ナス80個収穫                             | 小島よしお                                                                             | 東京都立川市あやさや農園                   | 4種のナスのミートグラタン                                                               | タイナス種 パープルクララ種 マイクロナス種                         | 特注・両刃芽切り鋏200mm（飛庄・飛塚製鋏所） かるイスかる助グリーン（石山） 作業イス ノンキーKN-50（啓文社製作所） | カリフラワーの定植                                                                                    |                                                                      |
| 79              | 10月8日         | こじ米プロジェクト 稲刈り                                   | 西野未姫 千葉農家軍団                                                                  | こじファーム                               | ゴマ餃子                                                                                | -                                                                  | 手鎌 人力稲刈り取り機かりとりくん（ヤハタホールディングス） | こじ米プロジェクト 「コシヒカリ150kgの稲刈り」（手作業での稲刈り、稲掛け）                            | 番組終盤に虎ノ門市場での「こじ米セット」（30セット）販売を告知した。 |
| 79              | 10月8日         | こじ米プロジェクト 稲刈り                                   | お抹茶（トンツカタン） 櫻田佑（トンツカタン） ゆってぃ 小関友紀子（石川商会）          | こじファーム                               | -                                                                                       | -                                                                  | コンバインHVZ319-GZKWC（井関農機） 手鎌 | こじ米プロジェクト 「もち米の稲刈り」                                                                 | 番組終盤に虎ノ門市場での「こじ米セット」（30セット）販売を告知した。 |
| 80              | 10月15日        | こじファーム果樹園始動!&秋冬野菜のタネウエ                  | 西野未姫 千葉農家軍団                                                                  | こじファーム                               | ピリ辛キノコ丼                                                                          | チヂミホウレンソウ種 聖護院ダイコン種                              | 複式ショベル 馬糞肥料 AI国産化成肥料8-8-8 20kg（アイアグリ） 水やり当番（マルハチ産業） 生分解性マルチフィルム サンバイオシリーズ9230黒（サンプラック工業） 耕うん機ジアス NT365L（井関農機） クワ クリーンシーダAP-2（アグリテクノサーチ） スポンジシューズ（石井超硬工具製作所） 防虫サンサンネットEX2000（日本ワイドクロス） 不織布パオパオ90（MKVアドバンス） | ナシ（香水種、豊水種）、イチジク（ドーフィン種）の苗木定植 チヂミホウレンソウ、聖護院ダイコンの種まき |                                                                      |
| 81              | 10月22日        | アンジャッシュ児嶋 キウイフルーツ「紅妃」300個収穫&出荷準備 | 高橋ユウ                                                                               | 東京都三鷹市島田果樹園                     | 豚肉とキウイのソテー キウイのフルーツサンド                                             | （時期的にキウイフルーツの苗が無いので11月頃に届けてくれるとの事） | ピッタリ背抜き手袋強力ロングタイプ（ショーワグローブ） 甘熟パック（白石カルシウム） 重量選別機 | ハツカダイコンの種植え                                                                                |                                                                      |
| 82              | 10月29日        | アンジャッシュ児嶋 八王子ショウガ40袋分 収穫&袋詰め         | 高橋ユウ                                                                               | 東京都八王子市中西ファーム                 | 八王子ショウガの肉巻き 八王子ショウガの炊き込みご飯                                     | 種ショウガ（大生姜種）                                             | キャピタル動力噴霧機CP-3032（キャピタル工業） | キャベツの収穫                                                                                        |                                                                      |
| 83              | 11月5日         | こじ米を検査して出荷!飯盒炊爨して頂くよ!!                   | 石井杏奈 西野未姫 旬の味産直センター職員                                               | 千葉県多古町農事組合法人旬の味産直センター | -                                                                                       | -                                                                  | 平型穀刺米麦用（不二金属工業） コイン精米機RCS-400B（ヤンマー） | こじ米の検査、精米                                                                                    |                                                                      |
| 83              | 11月5日         | こじ米を検査して出荷!飯盒炊爨して頂くよ!!                   | 石井杏奈 西野未姫 お抹茶（トンツカタン） 櫻田佑（トンツカタン） 【ビデオ通話】ゆってぃ | こじファーム                               | 飯盒で炊き立てのこじ米定食（納豆、生卵、銀鱈の西京焼き、豚の生姜焼き）                  | -                                                                  | - | こじ米の出荷、試食                                                                                    |                                                                      |
| 84              | 11月12日        | こじ米プロジェクト 来年に向けて準備!                        | 石井杏奈 西野未姫 お抹茶（トンツカタン） 櫻田佑（トンツカタン）                        | こじファーム                               | モチ米バンズの和風ライスバーガー（焼き鮭、玉子焼き、味噌マヨネーズソース） 燻炭焼きイモ | -                                                                  | 鍬 耕うん機レスパ RTS25、ジアス NT365L（井関農機） ステンレス燻炭器E-460S（ホンマ製作所） | 田んぼの土づくり（米ぬか播き、米ぬかすき込み、もみ殻くん炭つくり、燻炭播き、燻炭すき込み）            |                                                                      |
| 85              | 11月19日        | アンジャッシュ児嶋 アイメック(R)農法を学ぶ                  | 石川恋                                                                                 | 神奈川県藤沢市湘南佐藤農園                 | トマトのバジルパスタ ホウレン草の春巻き                                                 | -                                                                  | アイメック®フィルム（メビオール） アイメック®給液装置（メビオール） 肥料 アイメック1A号、1B号、2号（メビオール） | こじファームで行った収穫体験の報告                                                                    |                                                                      |
| 86              | 11月26日        | アンジャッシュ児嶋 鎌倉野菜620個収穫                        | 石川恋 鎌倉の幼稚園児（年長）                                                          | 神奈川県鎌倉市レインボーズファーム鎌倉     | サトイモの親芋大判ステーキ パープルスイートロードもちもちチーズ焼き                     | カブ種（あやめ雪®）                                                | 鍬 手鎌 | 白菜の定植                                                                                            |                                                                      |
| 87              | 12月3日         | 小ネギの収穫!ネギだれ作りを体験!                            | 宮本茉由                                                                               | 千葉県香取市漬物工房「彩」                 | ネギだれの焼きそばチヂミ ネギだれおむすび                                               | 小ネギ種                                                           | - | 株分けしたイチゴの定植                                                                                |                                                                      |
| 88              | 12月10日        | パパイヤの収穫と切り倒し&白菜の冬支度                       | 宮本茉由                                                                               | こじファーム                               | 宮本ごはん - カブのポタージュ - パパイヤと豚肉のカレー炒め                              | -                                                                  | 芽切鋏（飛庄・飛塚製鋏所） 鋸 スコップ 麻紐 | パパイヤの収穫と切り倒し 白菜の冬支度                                                                 |                                                                      |
| 89              | 12月17日        | アンジャッシュ児嶋 もものすけカブ100個収穫&出荷準備         | 富永美樹                                                                               | 山梨県北杜市ファーマン井上農場〈1〉        | もものすけカブたっぷりほうとう もものすけカブの生ハム巻き                               | もものすけカブ種                                                   | 不織布べたがけ一発（アイアグリ） かるイスかる助グリーン（石山） ラップインバッグシーラーWBS-S/S（ホリアキ） | レタスの種まき                                                                                        |                                                                      |
| 90              | 12月24日        | アンジャッシュ児嶋 ベビーリーフ110kgの収穫と選別            | 富永美樹                                                                               | 山梨県北杜市小池ベビーリーフ菜園           | ベビーリーフパスタ ベビーリーフジェラート                                               | -                                                                  | 大型バリカン茶摘機V8S（落合刃物工業） 冷蔵車Canter KK-FE53CB（三菱ふそうトラック・バス） | 菜の花の種まき                                                                                        |                                                                      |

#### 2024年
| 第91回 - 第140回 | 第91回 - 第140回 | 第91回 - 第140回                                                      | 第91回 - 第140回 | 第91回 - 第140回 | 第91回 - 第140回 | 第91回 - 第140回 | 第91回 - 第140回 | 第91回 - 第140回 | 第91回 - 第140回           |
| 回               | 放送日           | サブタイトル                                                          | タネウエ仲間 | 撮影地 | 農家飯 | 入手種苗 | 使用農機具 | こじファーム日記 | 備考                       |
| ---------------- | ---------------- | --------------------------------------------------------------------- | --- | --- | --- | --- | --- | --- | -------------------------- |
| 91               | 1月7日           | 七草を集めて七草粥作り                                                | 貴島明日香 お抹茶（トンツカタン） 櫻田佑（トンツカタン） ゆってぃ | 農園リゾート THE FARM（こじファーム） | 冬野菜とキノコの豆乳スープ 春の七草粥 | - | - | 春の七草探し |                            |
| 92               | 1月14日          | 2024年こじ米プロジェクト始動『田んぼの改善』&餅つき                   | 貴島明日香 お抹茶（トンツカタン） 櫻田佑（トンツカタン） ゆってぃ 秋元利章（植木職人） 【ビデオメッセージ】よよよちゃん、ゆってぃ 【メッセージ画像】黒谷友香、佐田真由美 | こじファーム | 三浦ダイコンの中華風豚バラ煮込み 搗きたてのお餅（きなこ、辛みダイコン、ネギ塩ゴマだれ、蜂蜜バター） | - | 測量機器［三脚、オートレベル、アルミスタッフ３m3段（シンワ測定）］ スコップ、一輪車、レーキ ミニ油圧ショベル RX-406（クボタ）                                                                  | こじ米プロジェクト「環境改善」（高低差解消・周辺の樹木伐採） コジ米で餅つき                                          |                            |
| 93               | 1月21日          | アンジャッシュ児嶋 京の伝統野菜収穫SP                                 | 山之内すず | 京都府京都市わっぱ堂農園 | 大原古民家レストランわっぱ堂ごはん - 聖護院かぶを使った鯛の蕪蒸し - 堀川ごぼうの牛肉射込み | - | - | - |                            |
| 94               | 1月28日          | アンジャッシュ児嶋 京の伝統野菜収穫SP 九条ねぎ100株収穫               | 山之内すず | 京都府京都市玉田農園 | 九条ねぎとかしわの炊いたん 九条ねぎのぬた ピリ辛すぐきの刻みごはん | （すぐき漬） | 特注・両刃芽切り鋏200mm（飛庄・飛塚製鋏所） ラップインバッグシーラーWBS-S/S（ホリアキ） | - |                            |
| 95               | 2月4日           | アンジャッシュ児嶋 春菊150本収穫                                      | 富永美樹 | 山梨県北杜市ファーマン井上農場〈2〉 | 春菊と豚肉のガーリックバター炒め 春菊のナムル | - | 金象印パイプホーク5本爪（浅香工業） | 過去回の未公開映像 - 東京都立川市あやさや農園（第78回）でのローゼル収穫                                              |                            |
| 96               | 2月11日          | 巨大キャベツ農場でコストコに出荷するキャベツの収穫                    | 鈴木亜美 鈴木拓（ドランクドラゴン） | 茨城県つくば市株式会社つくば良農 | キャベツ鍋 キャベツ焼売 | キャベツ種（おきな） | キャベツ収穫機 HC-1400（ヤンマー） | - |                            |
| 97               | 2月18日          | 番組初挑戦、和牛繁殖農家の元で畜産農業のお手伝い                      | 鈴木亜美 鈴木拓（ドランクドラゴン） | 茨城県つくば市株式会社つくば良農 | 経産牛の和風ハンバーガー | （牛糞） | スコップ | - |                            |
| 98               | 2月25日          | どデカい原木シイタケの収穫&菌の植え付け                               | 鈴木亜美 鈴木拓（ドランクドラゴン） | 茨城県つくば市高谷農園 | 原木シイタケの炊き込みご飯 原木シイタケの和風ピザ | - | 多孔式自動五連穴あけ機 一気（朝日産業） | - |                            |
| 99               | 3月3日           | アンジャッシュ児嶋 こじファーム越冬野菜祭り                           | 黒谷友香 ゆめちゃん いかちゃん | こじファーム | 越冬野菜鍋 | - | 井出式墨流 木柄L型収穫包丁 | チヂミホウレンソウ、越冬白菜の収穫                                                                                   |                            |
| 100              | 3月10日          | アンジャッシュ児嶋 堆肥作り                                           | 黒谷友香 ゆめちゃん いかちゃん | こじファーム | コジ米の赤飯 ホウレンソウと卵のお吸いもの レンコンのたらこ炒め | - | 熊手 箕 | 落ち葉と牛糞を使った堆肥作り                                                                                         |                            |
| 101              | 3月17日          | 指定野菜追加の話題野菜 ブロッコリー100本の収穫&品出し                 | 石川恋 助っ人軍団 | 千葉県市川市はなファーム マックスバリュおゆみ野店 | 蒸し鶏とブロッコリーライス ブロッコリーの天ぷら | - | 菜切り包丁 防刃手袋No-25-12 メガトンパワー耐切創手袋（富士手袋工業） ラップインバッグシーラーWBS-S/S（ホリアキ）                                                                               | - |                            |
| 102              | 3月24日          | 農家レストランでディナーの準備&接客もお手伝い                         | 石川恋 | 千葉県千葉市Tania's cafe&〜タニアの畑〜 | 農家レストラン「本日のディナー」 - 季節の葉物野菜サラダ - 彩り野菜のブルスケッタ - タニア特製ジェノベーゼ風パスタ | - | - | - |                            |
| 103              | 4月7日           | アンジャッシュ児嶋 児嶋教える おうち農業!                             | 鈴木奈々 伊藤一朗（Every Little Thing） | こじファーム | 新タマネギのヨコスカネイビーバーガー ワサビ菜とホウレン草とニンジンのナムル | - | 三角鍬 苗植え目印ひも 玉ちゃんトワイン30cmピッチ（丸三産業） 井出式墨流 木柄L型収穫包丁 | ネギの種植え（筋蒔き） 茎ブロッコリーの苗植え リーフレタスの収穫                                                     |                            |
| 104              | 4月14日          | アンジャッシュ児嶋 こじ米プロジェクト2年目                            | 鈴木奈々 伊藤一朗（Every Little Thing） 千葉農家軍団 | こじファーム | 春キャベツのロールキャベツ チンゲンサイのニンニク炒め | - | 馬糞堆肥 自走マルチスプレッダ DAM-18SN（デリカ） まきっこミニ MF400（カンリウ工業） 肥料散布機グリーンサンパーV型（ヤマト農磁） 耕うん機ジアス NT365L（井関農機） みくに式種まき機（広田産業） | こじ米プロジェクト「土作り（草刈り、堆肥撒き、肥料撒き、耕うん）・種植え」                                           |                            |
| 105              | 4月21日          | まんぷく!農家メシ祭り&未公開SP                                        | - プレイバック農家メシ 「ネギだれの焼きそばチヂミ」（第87回放送）、「蒸し鶏とブロッコリーライス」（第101回放送） - 未公開農家メシ 「えびいもと鶏肉の煮物」（第93回放送） - 未公開お手伝い 「小ネギの定植」（第87回放送）、「もものすけカブの種まき」（第91回放送）、「えびいもの収穫」（第93回放送）、「ブロッコリーの袋詰め」（第101回放送） | - プレイバック農家メシ 「ネギだれの焼きそばチヂミ」（第87回放送）、「蒸し鶏とブロッコリーライス」（第101回放送） - 未公開農家メシ 「えびいもと鶏肉の煮物」（第93回放送） - 未公開お手伝い 「小ネギの定植」（第87回放送）、「もものすけカブの種まき」（第91回放送）、「えびいもの収穫」（第93回放送）、「ブロッコリーの袋詰め」（第101回放送） | - プレイバック農家メシ 「ネギだれの焼きそばチヂミ」（第87回放送）、「蒸し鶏とブロッコリーライス」（第101回放送） - 未公開農家メシ 「えびいもと鶏肉の煮物」（第93回放送） - 未公開お手伝い 「小ネギの定植」（第87回放送）、「もものすけカブの種まき」（第91回放送）、「えびいもの収穫」（第93回放送）、「ブロッコリーの袋詰め」（第101回放送） | - プレイバック農家メシ 「ネギだれの焼きそばチヂミ」（第87回放送）、「蒸し鶏とブロッコリーライス」（第101回放送） - 未公開農家メシ 「えびいもと鶏肉の煮物」（第93回放送） - 未公開お手伝い 「小ネギの定植」（第87回放送）、「もものすけカブの種まき」（第91回放送）、「えびいもの収穫」（第93回放送）、「ブロッコリーの袋詰め」（第101回放送） | クリーンシーダAP-2（アグリテクノサーチ） ラップインバッグシーラーWBS-S/S（ホリアキ） | - |                            |
| 106              | 4月28日          | 2024こじ米プロジェクト始動!よよよちゃん&あの人気俳優がお手伝いに参戦! | よよよちゃん 杉野遥亮 髙橋徳優（株式会社JP Honey） | こじファーム | アスパラとサクラエビのチーズ焼き 菜の花とチーズの春巻き | - | 耕うん機ジアス NT365L（井関農機） 鍬 養蜂巣箱組立キット（志水木材産業） | こじ米プロジェクト「あぜ塗り」 ミツバチの巣箱づくり                                                                  |                            |
| 107              | 5月5日           | ミニごぼうを収穫!&土中保存を学ぶ!                                     | よよよちゃん 杉野遥亮 | こじファーム | 春ニンジンたっぷりもちもちチヂミ もものすけカブとゴボウのレモンバターソテー | - | - | ミニゴボウの収穫と土中保存                                                                                           |                            |
| 108              | 5月12日          | アンジャッシュ児嶋 こじそばプロジェクト                               | 鈴木拓（ドランクドラゴン） 本田紗来 | 神奈川県秦野市ふるさと秦野そば組合（桐山清組合長） 手打そば さか間 | 打ちたてそば - 旬の山菜盛り天そば - そばがき | - | 三角鍬 耕うん機 EF334V（ヤンマー） トラクタ用施肥播種機 クリンシーダRX-617RSK（アグリテクノサーチ） みのりちゃん005（相模肥糧） 電動石臼製粉機 AK-40IS（ミツカ関東） そば切り包丁              | マイクロナスの種植え                                                                                                 |                            |
| 109              | 5月19日          | アンジャッシュ児嶋 オリーブ剪定&定植                                  | 鈴木拓（ドランクドラゴン） 本田紗来 | 神奈川県二宮町ユニバーサル農場 | オリーブ炊き込みご飯 オリーブオイルを使ったカキとシイタケのホイル焼き | - | 剪定鋏 スコップ 槌 | キャベツの種植え |                            |
| 110              | 5月26日          | こじ米プロジェクト 田植え!                                            | 小森隼（GENERATIONS from EXILE TRIBE） 山田晃大・百田隼麻（LIL LEAGUE from EXILE TRIBE） 千葉農家軍団 小関友紀子・元貴（石川商会） | こじファーム | 旬のソラマメ ジェノベーゼパスタ | - | 回転式六角田植枠 苗植え目印ひも 玉ちゃんトワイン30cmピッチ（丸三産業） 田植機さなえ PR6DFL（井関農機）                                                                                         | こじ米プロジェクト「田植え」                                                                                         |                            |
| 111              | 6月2日           | 児嶋教える夏野菜種植えスペシャル!                                     | 小森隼（GENERATIONS from EXILE TRIBE） 山田晃大・百田隼麻（LIL LEAGUE from EXILE TRIBE） | こじファーム | ゴボウのお好み焼き 新タマネギの豚しゃぶサルサラダ | - | 鍬 生分解性マルチフィルム サンバイオシリーズ9230黒（サンプラック工業） ぽんぽんカッター（松尾刃物製作所） 耕うん機レスパ RTS25（井関農機）                                                     | 夏野菜の種植え（ミニカボチャ栗美人、トウモロコシ）                                                                   |                            |
| 112              | 6月9日           | アンジャッシュ児嶋 パプリカの収穫200個                                | 哲夫（笑い飯） | 茨城県美浦村富永商事美浦ハイテクファーム | パプリカの肉詰め パプリカのガスパチョ | - | ハウス内管理作業台車GW-50（みのる産業） 対害虫天敵虫・タイリクヒメハナカメムシ | キャベツの苗植え |                            |
| 113              | 6月16日          | アンジャッシュ児嶋 マッシュルーム 収穫&出荷準備                       | 哲夫（笑い飯） | 茨城県美浦村芳源マッシュルーム美浦プラント | マッシュルームのお味噌汁 マッシュルームとツナのマヨチーズ | （堆肥） | マッシュルーム収穫専用鋏（ワキュウトレーディング） | きゅうりの苗植え |                            |
| 114              | 6月23日          | こじ米プロジェクト アイガモ農法を学ぶ!                                | Dream Ami 大橋誠・市川菜緒子（若草農園） | 千葉県多古町若草農園 こじファーム | アイガモの炊き込みご飯と味噌󠄀汁 | （合鴨の雛） | 動物防除ネット（モリリン） BICROP イボ竹（コメリ） 強力防鳥糸（コメリ） | こじ米プロジェクト「合鴨農法の環境作り」（害獣予防用のネット張り、鳥除けの糸張り）                                   |                            |
| 115              | 6月30日          | こじ米プロジェクト アイガモ農法/こじそばプロジェクト                  | Dream Ami 大橋誠・市川菜緒子（若草農園） | こじファーム | 鮭の塩麹焼き キャベツと豚肉の味噌󠄀汁 | - | 充電式インパクトドライバTD138D（マキタ）三角鍬 クリーンシーダAP-2（アグリテクノサーチ） スポンジシューズ（石井超硬工具製作所）                                                                 | こじ米プロジェクト「合鴨農法の環境作り」（鳥除けの糸張り、鳥小屋作り、合鴨放鳥）こじそばプロジェクト「そばの種植え」 |                            |
| 116              | 7月7日           | アンジャッシュ児嶋 ジャガイモ総選挙                                   | 本田望結 | 千葉県佐倉市大樹地農園 | ジャガイモ総選挙 1. キタアカリ「ジャジョリン」 2. ホッカイコガネ「スティックフライドポテト」 3. はるか※料理なし。 4. シャドークイーン「ガレット」 5. ノーザンルビー「ポテトサラダ」 | - | トラクター用自動掘取機UTD680R（上田農機） 耕うん機GL-21（クボタ） | イベント「種から植える祭り」（2024年7月20日開催）を告知。                                                            |                            |
| 117              | 7月14日          | アンジャッシュ児嶋 ケール15kg収穫&袋詰め                              | 本田望結 | 千葉県八街市株式会社シェアガーデン | 特製極ウマ青汁 特製ケールチャーハン ケールのお味噌󠄀汁 | - | クオリティパック（中央資材） ラップインバッグシーラーWBS-S/S（ホリアキ） | - |                            |
| 118              | 7月21日          | 夏のタネウエ鑑賞会                                                    | 山之内すず 阿部友祐（小松菜農家） 鈴木香純（ゴマ農家） | 埼玉県さいたま市ヨロ研カフェ | ■未公開映像（第111回収録時） - オクラ種植え - 農家飯「皮付き肉じゃが」 ■未公開映像（第114・115回収録時） - 茎ブロッコリー（スティックセニョール種）収穫 | ■未公開映像（第111回収録時） - オクラ種植え - 農家飯「皮付き肉じゃが」 ■未公開映像（第114・115回収録時） - 茎ブロッコリー（スティックセニョール種）収穫 | こじファーム特製株間メジャー ぽんぽんカッター（松尾刃物製作所） かるイスかる助グリーン（石山）                                                                                                 | - |                            |
| 119              | 7月28日          | さいたまヨーロッパ野菜を学ぶ 収穫編                                   | 山之内すず 新妻直也（ヨロ研カフェ総料理長） | 埼玉県さいたま市ヨロ研カフェ 関根農園・小澤農園（さいたまヨーロッパ野菜研究会／農事組合法人FENNEL） | スティッキオのベーコンスープ&サンドウィッチ ビエトラ・トリコローレのライスボール | - | 特注・両刃芽切り鋏200mm（飛庄・飛塚製鋏所） 木柄L型収穫包丁（井出式墨流） | - |                            |
| 120              | 8月4日           | さいたまヨーロッパ野菜を学ぶ おもてなし編                             | 山之内すず 新妻直也（ヨロ研カフェ総料理長） | 埼玉県さいたま市ヨロ研カフェ 関根農園・小澤農園・森田農園（さいたまヨーロッパ野菜研究会／農事組合法人FENNEL） | ヨーロッパ野菜関係者の皆さんおもてなしメニュー - スティッキオと甘海老とオレンジのマリネ - ホタテとカリフローレとコリンキーのソテー - 花ズッキーニのフリット - ビーツのティラミス | - | - | - |                            |
| 121              | 8月11日          | アンジャッシュ児嶋 バックトゥーザパンプキン                           | 遼河はるひ | 神奈川県平塚市湘南小巻ファーム | 東京南瓜の冷製パスタ | カボチャ種（3種） | 特注・両刃芽切り鋏200mm（飛庄・飛塚製鋏所） | 合鴨たちの近況報告                                                                                                   |                            |
| 122              | 8月18日          | アンジャッシュ児嶋 ブルーベリー1kg収穫&選別                           | 遼河はるひ | 神奈川県藤沢市藤沢ブルーベリーファーム | ブルーベリーカレー ブルーベリージャムチーズケーキ | ブルーベリー苗 | - | キャベツの収穫 |                            |
| 123              | 8月25日          | タネウエ祭り 準備編                                                   | 小森隼（GENERATIONS from EXILE TRIBE） | こじファーム | 3色おにぎり（トウモロコシ、天かす青のり、梅） | - | 切ってつかめるキャッチ鋏（サボテン） 純綿ロング腕カバー（鈴木産業） ラップインバッグシーラーWBS-S/S（ホリアキ）                                                                                | 販売用夏野菜（ナス、オクラ、トウモロコシ、ササゲ、甘長トウガラシ）の収穫・袋詰め                                     |                            |
| 124              | 9月1日           | タネウエ祭り 開催編                                                   | 小森隼（GENERATIONS from EXILE TRIBE） | こじファーム | マーボーナス丼 | - | - | 「種から植える祭り」の様子をダイジェストで放送した。                                                                 |                            |
| 125              | 9月8日           | アンジャッシュ児嶋 ピーマン嫌い克服大作戦                             | 宮本茉由 能仁家・藤澤家の子どもたち | 神奈川県横須賀市ちーちゃんファーム | 創作レストラン カギロイごはん ピーマン克服チェック - バナナピーマンの肉詰め - ミニカラーピーマンのチンジャオロース - 3色アイス | - | 切ってつかめるキャッチ鋏（サボテン） スベラー2（福友産業） ラップインバッグシーラーWBS-S/S（ホリアキ）                                                                                         | - |                            |
| 126              | 9月15日          | アンジャッシュ児嶋 スイカ50個収穫&仕分け                              | 宮本茉由 | 神奈川県三浦市スズカク農園 | スイカのマリネ カボチャと豚バラのピリ辛炒め | スイカ種 | 一輪車 連続自動型スイカ磨機N-2（ニシザワ） | - |                            |
| 127              | 9月22日          | こじファーム片付け                                                    | 高城れに（ももいろクローバーZ） | こじファーム | 種かられにメシ - トマトとオクラのマリネ | - | 刈払機 MB369U-DX（丸山製作所） 充電式草刈機 MUR005G（マキタ） 草焼バーナーPro・MegaKB-310（新富士バーナー）                                                                                    | 夏野菜（ササゲ、トウモロコシ）の後片付け                                                                             |                            |
| 128              | 9月29日          | 高級ブドウの収穫と箱詰めのお手伝い                                    | 高城れに（ももいろクローバーZ） | 千葉県香取市菅谷ぶどう園 | ブドウソースのチキンソテー シャインマスカットのヨーグルトパフェ | - | ロボット草刈り機 ロボモア KRONOS MR-301H（和同産業） ラクちゃんRC-02T（サンワ） | - |                            |
| 129              | 10月6日          | こじ米の収穫                                                          | 鈴木奈々 伊藤一朗（Every Little Thing） 千葉県立旭農業高等学校3年生11名・江波戸教諭 千葉農家軍団 小関友紀子ほか（石川商会） | こじファーム | 旬のカボチャグラタン | - | 手鎌 フロンティアファイターHFR338（井関農機） | こじ米プロジェクト「稲の手刈り・脱穀」                                                                               |                            |
| 130              | 10月13日         | 緊急事態!?こじそばプロジェクト                                        | 鈴木奈々 伊藤一朗（Every Little Thing） 桐山清（ふるさと秦野そば組合組合長） | こじファーム | そばがきのみぞれ汁 サツマイモと豚肉のピリ辛きんぴら | - | ハンマーナイフモアーHR532（ISEKIアグリ） 三角鍬 クリーンシーダAP-2（アグリテクノサーチ） みのりちゃん005（相模肥糧） 肥料散布機グリーンサンパーV型（ヤマト農磁）                               | こじそばプロジェクト「そばの種植え」                                                                                 |                            |
| 131              | 10月20日         | アンジャッシュ児嶋 タネウエアカデミー                                 | トラウデン直美 | 栃木県宇都宮市株式会社ウタネ | 味染み大根のけんちん汁うどん | - | ミニ耕うん機陽菜 TR5000（クボタ） 苗植え目印ひも 玉ちゃんトワイン30cmピッチ（丸三産業） 自動充填包装機 M-394T（トパック）                                                                      | - |                            |
| 132              | 10月27日         | アンジャッシュ児嶋 ビオラ・パンジー 移植&お花摘み                     | トラウデン直美 | 栃木県宇都宮市株式会社ウタネ | かんぴょう入り餃子 | - | 育苗・ポッド培土 | - |                            |
| 133              | 11月3日          | アンジャッシュ児嶋 柿100個収穫&袋詰め                                 | Dream Ami 小川桜花（Girls²） 山口綺羅（Girls²） 農業GAL（なぁな、ちひろ、あやね） | 茨城県かすみがうら市矢口果樹園 | 柿のカプレーゼ ハッシュドビーフのオムライス 柿パイ | - | ミニ剪定鋏A927（三共コーポレーション） フルーツキャップ | - |                            |
| 134              | 11月10日         | アンジャッシュ児嶋 ワールドサツマイモクラシック                       | Dream Ami 小川桜花（Girls²） 山口綺羅（Girls²） | 茨城県鉾田市米川農園 | すずほっくりのフライドポテト ふくむらさきのチーズケーキ あいこまちの天ぷら シルクスイートのホットドッグ | - | ポテカルゴGRA650（松山） | - |                            |
| 135              | 11月17日         | こじ米 新米パーティー                                                 | 鈴木奈々 伊藤一朗（Every Little Thing） 千葉県立旭農業高等学校3年生 千葉農家軍団 | こじファーム | 土鍋で炊いた新米 手羽元とたまごのすっぱ煮 米ぬかそぼろ | - | 土鍋 MICHIBA ライスクリーナー匠味米（山本電気） | - |                            |
| 136              | 11月24日         | もみ殻くん炭作り                                                      | 鈴木奈々 伊藤一朗（Every Little Thing） | こじファーム カインズスーパーセンター香取小見川店 | 燻炭料理（の味噌バターホイル焼き、サツマイモ、長ネギ） ニンジンとチーズのケチャップライスおにぎり | 店舗購入（ソラマメ苗、タマネギ苗） | 燻炭器 玉ネギロケット TR-1020（ハラックス） ウエラック UR-120（ハラックス） | もみ殻くん炭作り 春野菜定植（ソラマメ苗、タマネギ苗）                                                                |                            |
| 137              | 12月1日          | 巨大トマト農園でトマト1t収穫                                          | よよよちゃん ALOHILANI Hula・Oritahiti いわきスタジオの生徒 | 福島県いわき市いわき小名浜菜園 | フラガールのパジョリ トマトのアンコウ鍋 | - | - | - |                            |
| 138              | 12月8日          | いわき市の里山に暮らす農家さんに密着!                                 | よよよちゃん | 福島県いわき市農家・新妻さん | さとまめの炊き込みご飯おにぎり じゅうねんのおはぎ さとまめ味噌の味噌汁 | - | 特注・両刃芽切り鋏200mm（飛庄・飛塚製鋏所） クリーントーミF-1手動式（オギハラ工業） | - |                            |
| 139              | 12月15日         | アンジャッシュ児嶋 こじそばプロジェクト                               | 石川恋 宮本茉由 トラウデン直美 桐山清（ふるさと秦野そば組合組合長） | こじファーム | 大豆づくしの豆乳鍋 | - | - | こじそばプロジェクト 「そば収穫・乾燥」大豆、ニンジンの収穫 タマネギ、ソラマメのトンネル掛け                         |                            |
| 140              | 12月22日         | アンジャッシュ児嶋 乳搾り&エサやり&クリスマスパーティー               | 石川恋 宮本茉由 トラウデン直美 | 千葉県香取市寺島牧場 こじファーム | クリスマスパーティー - クリームシチュー - クリスマスケーキ | - | デラバルハーモニープラス™ IIクラスター（DeLaval） | - | ナレーションの交代を発表。 |

#### 2025年
| 第141回 - | 第141回 - | 第141回 -                                              | 第141回 - | 第141回 -                                  | 第141回 - | 第141回 - | 第141回 - | 第141回 -                                             |
| 回        | 放送日    | サブタイトル                                           | タネウエ仲間 | 撮影地                                     | 農家飯 | 使用農機具 | こじファーム日記タネウエ青空セミナー（◎印） | 備考                                                  |
| --------- | --------- | ------------------------------------------------------ | --- | ------------------------------------------ | --- | --- | --- | ----------------------------------------------------- |
| 141       | 1月5日    | アンジャッシュ児嶋 ミカン1000個の収穫                  | 山口もえ お抹茶（トンツカタン） 櫻田佑（トンツカタン） | 神奈川県小田原市杉崎農場                   | 鶏もも肉のミカンソテー | 近正 みかん鋏 農業用モノレールT430（三菱マヒンドラ農機） うんしゅうみかん規格板（全農神奈川県本部） | - |                                                       |
| 142       | 1月12日   | アンジャッシュ児嶋 クイズ Do You 農?祭り               | 山口もえ お抹茶（トンツカタン） 櫻田佑（トンツカタン） 助っ人 | 神奈川県秦野市そば処東雲                   | - 過去回 Do You 農? 第134回（2024年11月10日放送） 第119回（2024年7月28日放送） 第139回（2024年12月15日放送） 第115回（2024年6月30日放送） - 未公開映像から Do You 農? 第129回（2024年10月6日放送）ブルーベリーの定植、第131回（2024年10月20日放送）新嘗祭 - クイズ優勝者への商品 グリーンサンパー JUMBO EX（ヤマト農磁） - こじそば試食（こじそば&地元野菜のかき揚げ） | - 過去回 Do You 農? 第134回（2024年11月10日放送） 第119回（2024年7月28日放送） 第139回（2024年12月15日放送） 第115回（2024年6月30日放送） - 未公開映像から Do You 農? 第129回（2024年10月6日放送）ブルーベリーの定植、第131回（2024年10月20日放送）新嘗祭 - クイズ優勝者への商品 グリーンサンパー JUMBO EX（ヤマト農磁） - こじそば試食（こじそば&地元野菜のかき揚げ） | - |                                                       |
| 143       | 1月19日   | 「農家の妻」について学ぶ!                              | 高橋ユウ | 神奈川県三浦市農家・石井さん夫婦           | 三浦大根のおでん | 大根洗機（KIORITZ） 高圧洗浄機 YS-222（初田工業株式会社） | - |                                                       |
| 144       | 1月26日   | 浦賀砲台レモンの収穫!                                  | 高橋ユウ | 神奈川県横須賀市ファーマシーガーデン浦賀   | ハチミツレモネード 鮭のムニエル レモンソースがけ レモン味噌汁 | 伸縮式高枝切鋏（株式会社大進） | - |                                                       |
| 145       | 2月2日    | アンジャッシュ児嶋 キッズファーマーズ                  | 小森隼（GENERATIONS from EXILE TRIBE） キッズファーマーズ | 東京都八王子市中西ファーム                 | 野菜たっぷりミネストローネ | 野菜洗浄機 KNU600M（共立） | - |                                                       |
| 146       | 2月9日    | アンジャッシュ児嶋 青空セミナー                        | 小森隼（GENERATIONS from EXILE TRIBE） 田中瞳（テレビ東京アナウンサー） | 東京都八王子市ワイファーム                 | ネギすき | 長ネギ用根葉切り機きりこMCR-1D（マツモト） | ◎新規就農編 |                                                       |
| 147       | 2月16日   | こじ米プロジェクト 田んぼお引越し編                    | 安めぐみ 嶺百花（テレビ東京アナウンサー） 千葉農家軍団 | こじファーム                               | めめメシ - 丸ごと白菜トマト煮 | 鎌 | こじ米プロジェクト「新田開発」（水路の草刈り）◎耕作放棄地編 |                                                       |
| 148       | 2月23日   | こじ米プロジェクト 後編                                | 安めぐみ 嶺百花（テレビ東京アナウンサー） 千葉農家軍団 | 千葉県多古町若草農園 こじファーム          | めめメシ - 冬野菜たっぶり あんかけ丼 | 畦草刈機 AZ853A（共立） トラクター NT365L（井関農機） | こじ米プロジェクト「新田開発」（雑草刈り・米ぬか撒き・浅耕うん）◎新田開発の歴史編 |                                                       |
| 149       | 3月2日    | アンジャッシュ児嶋 バナナ300本収穫                     | 増子敦貴（GENIC）、ザ・マミィ | 神奈川県相模原市井上農園                   | バナナバーガー | 剪定カーブソー | - |                                                       |
| 150       | 3月9日    | アンジャッシュ児嶋 ゴボウ1000本収穫＆サトイモ300kg収穫 | 増子敦貴（GENIC）、ザ・マミィ | 神奈川県相模原市相模原大ちゃんの野菜       | ゴボウ炊き込みご飯 芋煮 | バイブロスーパーソイラー SV2-G（KAWABE） | - |                                                       |
| 151       | 3月16日   | エンタメ農業を学ぶ!                                    | 安めぐみ 嶺百花（テレビ東京アナウンサー） | 千葉県香取市 THE FARM 星空いちご園         | なめこのユッケジャンスープ | - | ◎イチゴ狩り編 |                                                       |
| 152       | 3月23日   | コーヒー1杯できるまでを学ぶ!                           | 大友花恋 小森隼（GENERATIONS from EXILE TRIBE） | 千葉県八千代市 YACHI FORNIA-FARM           | 豚肉と野菜のコーヒー煮込み | - | - |                                                       |
| 153       | 3月30日   | パクっとパクチーパクパク大作戦!                        | 大友花恋 小森隼（GENERATIONS from EXILE TRIBE） | 千葉県八千代市 PAKUCI SISTERS              | パクチーのアヒージョ パクチーポテトサラダ | - | - |                                                       |
| 154       | 4月6日    | 農業キッズとタネウエ祭りの準備!                        | 小野あつこ 農業キッズ | こじファーム                               | 彩り鮮やか春の行楽弁当（玉子焼き、たこさんウィンナー、高菜巻きおにぎり） | 三角鍬 | タネウエ祭りの準備（ラディッシュ・水菜・チンゲンサイ・小松菜の種植え） |                                                       |
| 155       | 4月13日   | タネウエお仕事参観                                     | 小野あつこ | 千葉県東庄町ファームオカノ                 | カブとベーコンのステーキ カブと豚バラ肉のミルフィーユ鍋 | 耕うん機ジアス NT255（井関農機） クリーンシーダー | - |                                                       |
| 156       | 4月20日   | アンジャッシュ児嶋 レンコン400個収穫&種植え            | 小森隼（GENERATIONS from EXILE TRIBE） 澤本夏輝（FANTASTICS from EXILE TRIBE） | 千葉県神崎町北郷ファーム                   | 丸ごと1個レンコンフライ こんこん汁うどん | レンコンスーツDX（アイアグリ） 超高圧エンジン付きポンプセット | - |                                                       |
| 157       | 4月27日   | アンジャッシュ児嶋 レッツ!農バディ                     | 小森隼（GENERATIONS from EXILE TRIBE） 澤本夏輝（FANTASTICS from EXILE TRIBE） | 千葉県成田市アスリート農家じゅんじゅん     | 黄色ニンジンのナゲット ニンジンたっぷり野菜の味噌汁 | 芽切狭 | - |                                                       |
| 158       | 5月4日    | こじ米プロジェクトついに3年目!はじめての代かき編だYO!  | IMALU 中根舞美（テレビ東京アナウンサー） | こじファーム                               | 春野菜のクリームパスタ | アルミレーキR600-18（株式会社アルミス） 馬鍬代わりの梯子 トラクター NT365L（井関農機） | こじ米プロジェクト「代かき」 |                                                       |
| 159       | 5月11日   | タケノコのこと トコトンシットコ!                       | IMALU 中根舞美（テレビ東京アナウンサー） | 農園リゾート THE FARM（こじファーム）      | タケノコのまぜご飯 タケノコのたらこバター醤油炒め タケノコキムチ | 鍬 | タケノコ掘りイベントの準備（目印設置） |                                                       |
| 160       | 5月18日   | アンジャッシュ児嶋 種から植える祭り2025春 前編         | 高城れに（ももいろクローバーZ） 嶺百花（テレビ東京アナウンサー） | 農園リゾート THE FARM（こじファーム）      | 種から植える祭り2025春 前編 - 野菜穫りもの競争（児島・高城チーム vs 千葉農家軍団チーム vs 白百合幼稚園OB・OGチーム） - 農家メシ ライブキッチン「春キャベツの回鍋肉丼」 後編 - クイズDo You 農?大会 - 農家メシ ライブキッチン「タンドリーチキンのピタサンド」 - トマトの苗植え体験                                                                                      | 種から植える祭り2025春 前編 - 野菜穫りもの競争（児島・高城チーム vs 千葉農家軍団チーム vs 白百合幼稚園OB・OGチーム） - 農家メシ ライブキッチン「春キャベツの回鍋肉丼」 後編 - クイズDo You 農?大会 - 農家メシ ライブキッチン「タンドリーチキンのピタサンド」 - トマトの苗植え体験                                                                                      | 種から植える祭り2025春 前編 - 野菜穫りもの競争（児島・高城チーム vs 千葉農家軍団チーム vs 白百合幼稚園OB・OGチーム） - 農家メシ ライブキッチン「春キャベツの回鍋肉丼」 後編 - クイズDo You 農?大会 - 農家メシ ライブキッチン「タンドリーチキンのピタサンド」 - トマトの苗植え体験 |                                                       |
| 161       | 5月25日   | アンジャッシュ児嶋 種から植える祭り2025春 後編         | 高城れに（ももいろクローバーZ） 嶺百花（テレビ東京アナウンサー） | 農園リゾート THE FARM（こじファーム）      | 種から植える祭り2025春 前編 - 野菜穫りもの競争（児島・高城チーム vs 千葉農家軍団チーム vs 白百合幼稚園OB・OGチーム） - 農家メシ ライブキッチン「春キャベツの回鍋肉丼」 後編 - クイズDo You 農?大会 - 農家メシ ライブキッチン「タンドリーチキンのピタサンド」 - トマトの苗植え体験                                                                                      | 種から植える祭り2025春 前編 - 野菜穫りもの競争（児島・高城チーム vs 千葉農家軍団チーム vs 白百合幼稚園OB・OGチーム） - 農家メシ ライブキッチン「春キャベツの回鍋肉丼」 後編 - クイズDo You 農?大会 - 農家メシ ライブキッチン「タンドリーチキンのピタサンド」 - トマトの苗植え体験                                                                                      | 種から植える祭り2025春 前編 - 野菜穫りもの競争（児島・高城チーム vs 千葉農家軍団チーム vs 白百合幼稚園OB・OGチーム） - 農家メシ ライブキッチン「春キャベツの回鍋肉丼」 後編 - クイズDo You 農?大会 - 農家メシ ライブキッチン「タンドリーチキンのピタサンド」 - トマトの苗植え体験 |                                                       |
| 162       | 6月1日    | こじ米プロジェクト3年目!田植えに「はマッチャえー!」    | IMALU 中根舞美（テレビ東京アナウンサー） | こじファーム                               | - | みくに式種まき機（広田産業、昭和51年販売） | こじ米プロジェクト「種植え」 |                                                       |
| 162       | 6月1日    | こじ米プロジェクト3年目!田植えに「はマッチャえー!」    | 増子敦貴（GENIC） お抹茶（トンツカタン） 櫻田佑（トンツカタン） 千葉県立旭農業高等学校生徒7名・堀澄海羅（OBで農家） | こじファーム                               | 夏野菜マリネのさっぱりうどん | 回転式六角田植枠 田引き紐 | こじ米プロジェクト「田植え・前半」 種植え祭りで植えたトマトの成育状況 |                                                       |
| 163       | 6月8日    | こじ米プロジェクト 田植え後編!                         | 増子敦貴（GENIC） お抹茶（トンツカタン） 櫻田佑（トンツカタン） 千葉県立旭農業高等学校生徒7名・堀澄海羅（OBで農家） | こじファーム                               | 塩麹ポテトサラダ スナップエンドウのフリッター | - | こじ米プロジェクト「田植え・後半」 スナップエンドウの収穫 トマトの芽欠き・葉欠き |                                                       |
| 164       | 6月15日   | アンジャッシュ児嶋 ワサビ 前編                         | 小森隼（GENERATIONS from EXILE TRIBE） ザ・マミィ | 東京都奥多摩町千島わさび園                 | 豚バラ肉のわさび漬け焼き | 背負子 | トマトの誘引作業 |                                                       |
| 165       | 6月22日   | アンジャッシュ児嶋 ワサビ 後編                         | 小森隼（GENERATIONS from EXILE TRIBE） ザ・マミィ | 東京都奥多摩町千島わさび園                 | わさび丼 | - | - |                                                       |
| 166       | 6月29日   | 種植えユニバーシティー武蔵野大学編                     | 哲夫（笑い飯） | 武蔵野大学有明キャンパス（明石研究室）     | ハチミツたっぷり!ハーブレモネード ソーラークッカーで焼き芋 大葉とバジルの冷製ジェノベーゼパスタ | - | - |                                                       |
| 167       | 7月6日    | 種植えユニバーシティー東京農業大学編                   | 哲夫（笑い飯） | 東京農業大学厚木キャンパス（高畑健研究室） | ガーリックダイコンステーキ ペピーノジェラート ガーリックライス | ニンニク包丁 | - |                                                       |
| 168       | 7月13日   | アンジャッシュ児嶋 初夏の野菜詰め放題販売会 前編       | 小森隼（GENERATIONS from EXILE TRIBE） 中根舞美（テレビ東京アナウンサー） | こじファーム                               | 新ジャガイモの芋餅 | 収穫機ポテカルゴ（松山） 芽切り鋏 | 直売会に出品するジャガイモ、タマネギの収穫 | 誕生日（6月13日）が同じ小森、中根をサプライスで祝う。 |
| 169       | 7月20日   | アンジャッシュ児嶋 初夏の野菜詰め放題販売会 後編       | 小森隼（GENERATIONS from EXILE TRIBE） 中根舞美（テレビ東京アナウンサー） | こじファーム                               | ジャガイモとズッキーニの冷製ポタージュ | 芽切り鋏 | 直売会に出品するタマネギ、ズッキーニの収穫 |                                                       |
| 169       | 7月20日   | アンジャッシュ児嶋 初夏の野菜詰め放題販売会 後編       | 小森隼（GENERATIONS from EXILE TRIBE） | 道の駅くりもと紅小町の郷                   | - | SWAN 防曇袋 0.02mm厚 4つ穴 12号（シモジマ） | 詰め放題直売会（ジャガイモ、タマネギ、ズッキーニ） |                                                       |
| 170       | 7月27日   | 今日好きになりました2025ナス                           | 宮本茉由 | 埼玉県北本市新井農園                       | 筑陽のドライカレー とろ～り旨なすチップス メランツァーネ・ビステッカ・スペリオーレのミニピザ | 芽切り鋏 | - |                                                       |
| 171       | 8月3日    | 変わりダネ野菜を学ぶぞ!                                | 宮本茉由 | 埼玉県さいたま市株式会社FENNEL             | 花ズッキーニのピザ | 全自動霧吹き（MAKOTOYA） 芽切り鋏 | - |                                                       |
| 172       | 8月10日   | アンジャッシュ児嶋 タネウエ自由研究 夏野菜の成長記録   | 宮本茉由 【未公開映像】小野あつこ、お抹茶（トンツカタン）、小森隼（GENERATIONS from EXILE TRIBE）、櫻田佑（トンツカタン）、高城れに（ももいろクローバーZ）、哲夫（笑い飯）、増子敦貴（GENIC）、中根舞美（テレビ東京アナウンサー） | 埼玉県さいたま市ヨロ研カフェ美園店         | - 未公開映像 第154回（2025年4月6日放送）土作り［肥料散布機グリーンサンパーV型（ヤマト農磁）］ 第167回（2025年7月6日放送） トウモロコシの㊙研究&仏教話 第163回（2025年6月8日放送）追肥&種植え［TSA-7ひばり（日本プラントシーダー）］ - 未公開の農家飯：丸ごとオニオンスープ                                                                                             | - 未公開映像 第154回（2025年4月6日放送）土作り［肥料散布機グリーンサンパーV型（ヤマト農磁）］ 第167回（2025年7月6日放送） トウモロコシの㊙研究&仏教話 第163回（2025年6月8日放送）追肥&種植え［TSA-7ひばり（日本プラントシーダー）］ - 未公開の農家飯：丸ごとオニオンスープ                                                                                             | - 未公開映像 第154回（2025年4月6日放送）土作り［肥料散布機グリーンサンパーV型（ヤマト農磁）］ 第167回（2025年7月6日放送） トウモロコシの㊙研究&仏教話 第163回（2025年6月8日放送）追肥&種植え［TSA-7ひばり（日本プラントシーダー）］ - 未公開の農家飯：丸ごとオニオンスープ        |                                                       |
| 173       | 8月17日   | タネウエ夏のピザ祭り!                                  | 小森隼（GENERATIONS from EXILE TRIBE） 高城れに（ももいろクローバーZ） 助っ人視聴者63名 | こじファーム                               | こじファーム産夏野菜ピザ | - | トマト、ヤングコーン、甘長トウガラシ、ナスの収穫 | 児島の誕生日をサプライスで祝う。                      |